# Мельбурн Ребелс
«Ме́льбурн Ребелс» (англ. Melbourne Rebels — «мельбурнские бунтари») — австралийский регбийный клуб, выступающий в сильнейшем чемпионате Южного полушария — Супер Регби. Команда создана в 2010 году, с 2011 года выступает в чемпионате. Коллектив проводит домашние матчи на мельбурнской арене AAMI Park и представляет штат Виктория. «Ребелс» — первая в стране профессиональная регбийная команда, принадлежащая частному собственнику.
Ранее в Австралийском регбийном чемпионате выступал одноимённый коллектив, однако между командами нет формальных связей.

## История
После чемпионата мира по регби 1995 года игра стала переходить на профессиональную основу. Была создана организация SANZAR, ответственная за совместные проекты регбийных союзов Австралии, Новой Зеландии и ЮАР. В частности, организация должна была обеспечить проведение профессионального чемпионата, который бы объединил команды из трёх стран. На базе турнира Супер 10 была создана лига Супер 12, полностью соответствовавшая требованиям профессионального спорта. В первых сезонах за титул сильнейшей команды к югу от экватора боролись двенадцать клубов.
Конкурс на получение тринадцатой и четырнадцатой квот стартовал в 2002 году. В Мельбурне к тому времени были проведены несколько матчей сборной, и в качестве аргумента в свою пользу Регбийный союз Виктории приводил тот факт, что регби пользуется колоссальной популярностью среди жителей штата. Кроме того, город принимал некоторые матчи чемпионата мира 2003 года. Финальная же игра турнира по регби-7 на Играх Содружества 2006 года собрала 50 тысяч зрителей.
Тогда же правительство штата Стива Брэкса пообещало поспособствовать развитию регбийной инфраструктуры в Виктории. Политики пообещали либо провести реконструкцию стадиона «Олимпик Парк», в результате которой его вместимость была бы расширена до 25 тысяч зрителей, либо выделить 100 миллионов долларов на строительство новой арены. Тем не менее, заявка штата проиграла предложению Западной Австралии. Число участников чемпионата было расширено до 14 за счёт присоединения команды с Запада «Уэстерн Форс» и южноафриканского клуба «Сентрал Читаз». В результате экспансии Новая Зеландия и ЮАР были представлены пятью командами, в то время как австралийские регбисты всё ещё были объединены только в четыре.
В 2006 году Австралийский регбийный союз принял к рассмотрению предложения рабочей группы и объявил о проведении внутреннего австралийского чемпионата. Конкурс этого турнира Виктория выиграла, причём у Нового Южного Уэльса. В первом сезоне турнира принимала участие команда «Мельбурн Ребелс». Коллектив готовил Билл Миллард, а капитаном выступил Дэвид Крофт. В результате команда стала четвёртой из восьми, при этом в плей-офф дошла до финального матча, в котором проиграла. Столь успешное выступление рассматривалось как задел для дальнейшего формирования команды в главном чемпионате.

### Пятнадцатая лицензия
SANZAR провели серьёзное изменение формата турнира: кроме появления пятнадцатой лицензии, были созданы национальные конференции, благодаря которым должно было увеличиться число матчей между соотечественниками, что сделало телевизионные права лиги более дорогими. Обновлённый чемпионат получил название Супер Регби. Были получены 10 заявок на пятнадцатую квоту: семь из Австралии, две — из Новой Зеландии (Хокс-Бей и Таранаки) и одна — «Саутерн Кингз» — из ЮАР. Среди австралийских проектов три были созданы в Виктории, одна — в Западном Сиднее, одна — в Голд-Косте (Новый Южный Уэльс, заявку патронировал бизнесмен Джон Синглтон) и ещё один проект предполагал создание второй команды в Квинсленде.
Первый проект из Виктории — the Vic Super 15 — действовал под руководством Марка Элла при поддержке Кевина Мэлоуни и трёх бывших директоров Регбийного союза Виктории. Заявку Belgravia Group возглавлял Джефф Лорд — одним из инициаторов этого предложения выступил футбольный клуб «Мельбурн Виктори». Наконец, среди сторонников проекта «Мельбурн Ребелс» был миллионер, медиамагнат Харольд Митчелл. Заявка получила поддержку нынешнего руководства Регбийного союза, кроме того, в продвижении бренда принимали участие корпоративные консультанты, в том числе KPMG. Проект клуба «Мельбурн Ребелс» был назван в честь команды национального чемпионата. Однако в силу того, что австралийская лига существовала всего один сезон, и по его итогам все участники прекратили деятельность, между старой и новой командами не предполагалось никакой связи, кроме названия.
12 августа 2009 года Австралийский регбийный союз утвердил Викторию как единственного кандидата на получение пятнадцатой лицензии. Представители союза пытались создать условия для объединения всех трёх проектов — по мнению руководства организации, единый клуб мог обладать мощнейшим потенциалом, хотя подобная сделка была сопряжена со сложными политическими процессами. С другой стороны, сторонники проекта «Ребелс» подали прошение об утверждении только одной заявки. И всё же при содействии инвестора Джона Уайли Vic Super 15 и «Ребелс» достигли предварительного соглашения. Акт сотрудничества стал достоянием общественности в 2009 году.
В результате решение об объединении так и не было принято, и SANZAR передало рассмотрение вопроса третьей стороне. Арбитры сочли предложение южноафриканцев из «Саутерн Кингз» наиболее подходящим с финансовой и организационной точек зрения. Также клуб из ЮАР обладал сильнейшим пулом игроков, а регион в целом — богатыми регбийными традициями. Однако появление новой команды именно в ЮАР значительно сократило бы выручку от сделки с австралийскими вещателями.
12 ноября 2009 года, по итогам арбитражного процесса между «Саутерн Кингз» и регбийными делегатами Виктории обладателями пятнадцатой лицензии стали австралийцы, так как они смогли предоставить лучшие финансовые гарантии. Заявка Vic Super 15, несмотря на сделку с «Ребелс», получила право единолично воплотить проект. Впрочем, когда Австралийский регбийный союз отказался выплатить организаторам команды грант в размере 4,3 млн. австралийских долларов, Марк Элла и сторонники отозвали предложение. Вскоре лицензия перешла к представителям проекта «Ребелс». Таким образом, с третьей попытки команда из Мельбурна появилась в чемпионате. 29 июля публике были представлены элементы клубного стиля: игровая форма, логотип и гимн Do You Hear the People Sing? из мюзикла «Отверженные».
Процедура передачи лицензии консорциуму Харольда Митчелла состоялась 5 января 2010 года. На следующий день главный регбийный институт Австралии наложил на команду некоторые ограничения: до 1 июня того же года клуб не мог сообщать о приобретении прав на спортсменов из других австралийских коллективов Супер Регби. «Ребелс» и Ассоциация игроков регби, в свою очередь, выступили с угрозой судебного разбирательства, и начало периода заявки игроков было передвинуто на 15 марта.

### Результаты

#### Супер Регби
| Сезон | Место | Игры | Победы | Ничьи | Поражения | Очки + | Очки - | Разница | Бонусы | Турнирные очки | Примечания                                                 |
| ----- | ----- | ---- | ------ | ----- | --------- | ------ | ------ | ------- | ------ | -------------- | ---------------------------------------------------------- |
| 2011  | 15-е  | 16   | 3      | 0     | 13        | 281    | 560    | −279    | 4      | 24             | Победы над «Брамбиз», «Уэстерн Форс» и «Харрикейнз».       |
| 2012  | 13-е  | 16   | 4      | 0     | 12        | 362    | 520    | −158    | 8      | 32             | Победы над «Блюз», «Крусейдерс» и «Уэстерн Форс» (дважды). |

## Руководство
12 января 2010 года главным тренером и директором по тренировочному процессу был назначен Род Маккуин. Ранее специалист работал с национальной сборной, становившейся чемпионом мира, и с «Брамбиз». Дэмьен Хилл, бывший тренер команды Сиднейского университета, стал ассистентом Маккуина. Экс-генеральный директор «Уэстерн Форс» Грег Харрис занял должность генерального менеджера.
Первым кандидатом на должность генерального директора был Брайан Уолдрон, однако он покинул клуб в апреле. Причиной стали подозрения в нарушении потолка зарплат во время работа Уолдрона в «Мельбурн Сторм». Клуб привлёк аудиторов для проверки деятельности Уолдрона. Тогда же позицию занял бывший ведущий менеджер качества Австралийского регбийного союза, генеральный директор «Мэнли Си Иглз» и «Уаратаз» Пэт Уилсон. Тем не менее, уже в сентябре генеральным директором стал Росс Окли. Ранее Окли занимал аналогичную должность в Австралийской футбольной лиге, затем — в Регбийном союзе Виктории. Харольд Митчелл при этом заявил, что в будущем клуб намерен вернуть Уилсона, возможно, в другой роли.
В сентябре 2011 года Окли покинул структуру клуба, его преемником стал Стивен Боланд. «Ребелс» обнародовали план передачи полномочий Боланду на время изменений в клубе. Позицию финансового директора ныне занимает Дарем Кенигсвальдс.
«Ребелс» — первая профессиональная частная команда в Австралии. Клуб управляется советом директоров, в котором председательствует Харольд Митчелл, являющийся ведущим акционером. Также статусом директоров обладают руководитель компании Woolworths Limited Леон Л’Улье, предприниматель Линдси Кэттермоул former VRU president Gary Gray,, управляющий Fred Hollows Foundation Боб Дэлзиэл, бывший заместитель президента Tabcorp Тони Ходжсон и Тим Норт, президент Регбийного союза Виктории.

## Бренд
Название команды, воспроизводящее имя клуба из чемпионата Австралии, было выбрано в результате работы с местными болельщиками. Предшествующая же команда получила название в память о первом уроженце штата, сыгравшем за «Уоллабис» — сэре Эдварде Данлопе.
На логотипе клуба присутствуют пять звёзд, обозначающих следующие пять добротелей:
- Уважение к себе и к сопернику;
- Совершенство во всех начинаниях;
- Баланс в спорте и жизни, решимости и смирении;
- Этос: команда превыше всего;
- Лидерство: брось вызов существующему порядку[39].

Восприятие новой команды в среде болельщиков и экспертов было неоднозначным. Эдди Джонс заявил, что клуб не должен был становиться участником Супер Регби. По мнению Джонса, выручка от трансляций — единственная причина, по которой Австралия обзавелась пятой командой. Ещё один клуб ослабит третий и четвёртый по силе коллективы, так как «Ребелс» будут привлекать тех игроков, которые могли усилить и без того слабые по меркам чемпионата команды. Тренер также спрогнозировал негативные последствия создания «Ребелс» для австралийского регби, которые будут иметь место в следующие десять—пятнадцать лет. Тренер сборной Австралии Робби Динс, напротив, утверждал, что большой опыт составивших команду игроков станет большим преимуществом. Динс полагал, что команда станет выступать на высоком уровне с самого старта.

## Регион, инфраструктура

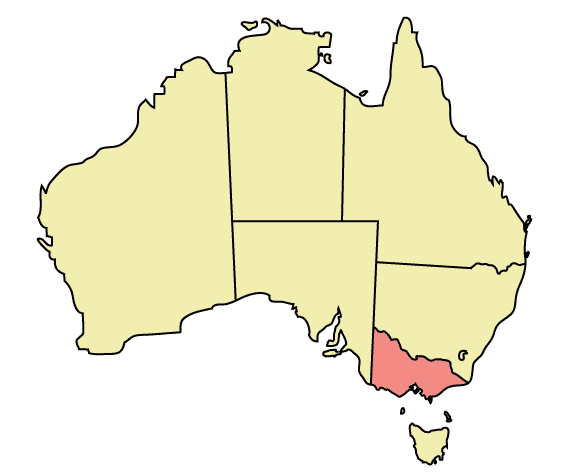

Команда представляет австралийский штат Виктория и может привлекать игроков из 25 местных клубов. «Ребелс» — высшая ступень в карьере для многих игроков штата. Кроме того, мельбурнский клуб принимает участие в развитии регбистов из Южной Австралии. В 2011 году клуб и Южноавстралийский регбийный союз приняли Меморандум о взаимопонимании. В том же году за резервную команду «Ребелс» сыграл регбист Эндрю Браун из южноавстралийского клуба «Брайтон».

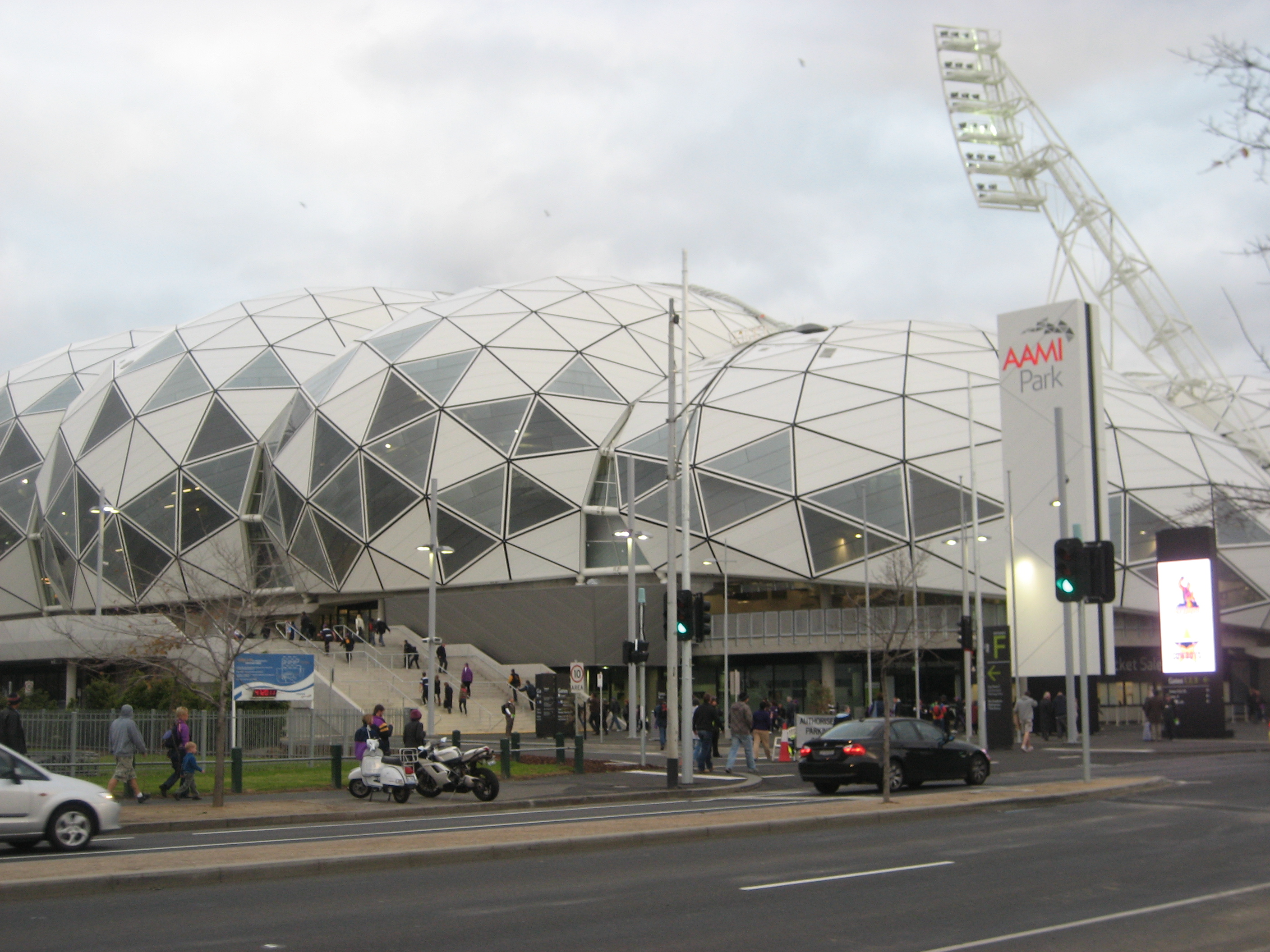
AAMI Park

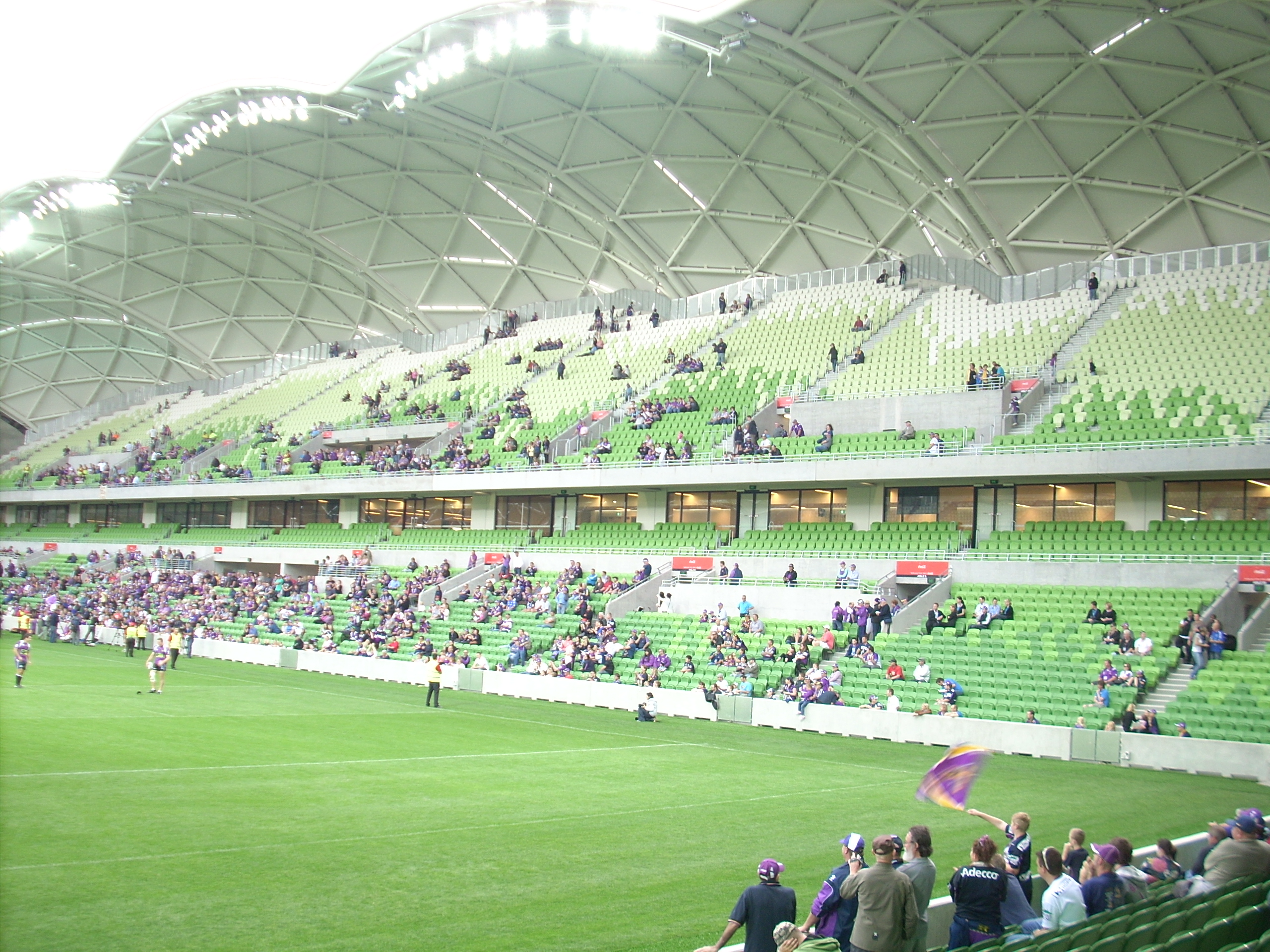
Восточная трибуна

В 2011 году клуб провёл три из первых четырёх матчей сезона на домашней арене AAMI Park, также известной под названием Melbourne Rectangular Stadium («Мельбурнский прямоугольный стадион»). Стадион был открыт 8 мая 2010 года матчем между сборными Австралии и Новой Зеландии по регбилиг. Открытие арены собрало 29 442 зрителя. Стадион используется не только регбийной командой, но также футбольными клубами «Мельбурн Виктори», «Мельбурн Харт» и командой по регбилиг «Мельбурн Сторм».
Архитектором стадиона выступила компания Cox Architects. Определённое участие в создании арены приняли клуб «Уаратаз» и бывший игрок сборной Эл Бакстер.
Тренировочная база и штаб-квартира клуба расположены в пригороде Мельбурна Карлтон-Норт. Специально для регбийного клуба было улучшено состояние местного стадион «Принсес Парк». Другим резидентом арены является клуб австралийского футбола «Карлтон».

## Болельщики
В апреле 2009 года Невилл Ховард и Гевин Норман создали независимую группу сторонников заявки. Сообщество ставило целью популяризацию проекта на зачаточной стадии. Группа под названием The Rebel Army («повстанческая армия», «армия бунтарей») действовала в социальных сетях Facebook и Twitter. В начале 2011 года страничка в Facebook располагала 4500 подписчиками, а аккаунт в Twitter — 600.
В 2012 году клуб учредил «Синее партнёрство» The Rebel Army, которое должно поспособствовать активизации болельщиков.

## Игроки
Согласно австралийскому регбийному регламенту, клуб может заявить 10 иностранцев. Этот факт был весьма полезен для команды в период её становления, когда подписание игроков из других австралийских клубов было запрещено союзом.
При этом бывший тренер Маккуин заявил, что в команду будут приглашаться игроки, которые готовы работать в Мельбурне в течение долгого времени. Известные игроки Стирлинг Мортлок и Марк Джеррард стали новичками командами. В качестве одной из причин перехода в «Ребелс» они называли именно длительный характер сотрудничества, подразумевающий вовлечение спортсменов в деятельность клуба и после завершения игровой карьеры. Мортлок подписал с клубом трёхлетний контракт, стоимость которого не разглашается.
Первым же команду пополнил флай-хав «Лондон Уоспс» Дэнни Сиприани, изначально планировавший играть на позиции фулбэка. Именно на пятнадцатой позиции спортсмен иногда использовался в лондонском клубе. 18 марта состав команды пополнил Лори Уикс. Валлийский восьмой Гарет Делв стал игроком «Ребелс» 28 марта.
Джеррод Сэффи стал первым игроком мельбурнского клуба, пришедшим в игру из регбилиг. Австралийский регбийный союз сопротивлялся подписанию «бунтарями» игроков из регбилиг, поскольку многие спортсмены с подобным опытом впоследствии возвращаются к прежнему амплуа. Однако в данном случае чиновники сделали исключение, поскольку Сэффи играл в молодёжной сборной по регби-15 и сборной по регби-7 (этот вид регби, в отличие от регбилиг, также находится в ведении союза).
В составе команды известны два японских игрока — Сёта Хориэ и Аманаки Мафи.

### Текущий состав
Сезон 2013 года.

## Тренерский штаб
- Главный тренер: Дэмьен Хилл[73]
- Ведущий ассистент: Джон Магглтон[73][74]
- Ассистент: Нэтан Грей[73][75][76][77]
- Ассистент: Мэтт Кокбейн[73][78]
- Консультант: Эндрю Джонс[79]
- Аналитик: Бен Дарвин[80][81]
- Менеджер качества: Марк Эндрюс[82]
- Глава отдела физической подготовки: Зейн Леонард
- Врач: Трэйси Питерс[83]